# Arroios (Lisboa)
Arroios é uma freguesia portuguesa do município de Lisboa, pertencente à Zona Centro da capital, com 2,13 km² de área e 33 302 habitantes (censo de 2021) A sua densidade populacional é 15 634,7 hab./km²

## História
Foi criada no âmbito da reorganização administrativa de Lisboa de 2012, que entrou em vigor após as eleições autárquicas de 2013, resultando da agregação das antigas freguesias de São Jorge de Arroios e Pena com a quase totalidade do território da antiga freguesia dos Anjos, para além de uma pequena parcela de território anteriormente pertencente à extinta freguesia de São José.

## Demografia
A população registada nos censos foi:
| Distribuição da População por Grupos Etários | Distribuição da População por Grupos Etários | Distribuição da População por Grupos Etários | Distribuição da População por Grupos Etários | Distribuição da População por Grupos Etários |
| -------------------------------------------- | -------------------------------------------- | -------------------------------------------- | -------------------------------------------- | -------------------------------------------- |
| Ano                                          | 0-14 Anos                                    | 15-24 Anos                                   | 25-64 Anos                                   | > 65 Anos                                    |
| 2001                                         | 2964                                         | 3776                                         | 16778                                        | 9692                                         |
| 2011                                         | 3447                                         | 2946                                         | 17739                                        | 8130                                         |
| 2021                                         | 3456                                         | 3135                                         | 20036                                        | 6675                                         |

À data da junção das freguesias, a população registada no censo anterior (2011) foi:

Freguesias existentes antes da criação em 2012 da freguesia de Arroios.

| Freguesia atual | Freguesia atual  | Freguesia atual | Freguesias antigas   | Freguesias antigas | Freguesias antigas |
| Freguesia       | População (2011) | Área (km²)      | Freguesia            | População (2011)   | Área (km²)         |
| --------------- | ---------------- | --------------- | -------------------- | ------------------ | ------------------ |
| Arroios         | 33 307           | 2,13            | Anjos                | 9361               | 0,49               |
| Arroios         | 33 307           | 2,13            | Pena                 | 4486               | 0,50               |
| Arroios         | 33 307           | 2,13            | São Jorge de Arroios | 18 415             | 1,16               |

## Sede e Delegações da Junta de Freguesia
Sede - Largo do Intendente Pina Manique, 40-42
Polo dos Anjos: Rua Maria da Fonte - Mercado Forno do Tijolo
Polo da Pena - Rua do Saco, 1
Polo de São Jorge de Arroios - Rua Passos Manuel, 3-A

## Património
- Fonte de Neptuno no Largo de Dona Estefânia, anteriormente situado na Praça do Chile
- Cinema Império imagens do Cinema
- Convento de Arroios[9]
- Cruzeiro de Arroios imagens do Cruzeiro
- Edifício na Avenida Almirante Reis, n.º 1 a 1C
- Edifício na Avenida Almirante Reis, n.º 2 a 2K (arquiteto: Arnaldo R. Adães Bermudes. Prémio Valmor.)
- Edifício na Avenida Almirante Reis, n.º 74B
- Edifício na Praça Duque de Saldanha, n.º 12
- Escola Secundária de Camões, antigo Liceu Camões
- Fábrica de Cerâmica da Viúva Lamego
- Hospital de Dona Estefânia
- Igreja Paroquial de Nossa Senhora dos Anjos ou Igreja dos Anjos
- Moradia na Avenida Fontes Pereira de Melo, incluindo as áreas do antigo jardim, anexo residencial e garagem, atual sede social de Metropolitano de Lisboa
- Palacete da Estefânia, atual Escola Superior de Medicina Tradicional Chinesa (ESMTC)
- Palácio Sotto Mayor, anexos e logradouro[10]

## Arruamentos
A freguesia de Arroios contém 223 arruamentos. São eles:
- Alameda de Santo António dos Capuchos[nota 4]
- Alameda Dom Afonso Henriques[nota 5]
- Avenida Almirante Reis[nota 6]
- Avenida Casal Ribeiro
- Avenida da República[nota 7]
- Avenida dos Defensores de Chaves[nota 8]
- Avenida Duque d'Ávila[nota 9]
- Avenida Duque de Loulé[nota 4]
- Avenida Fontes Pereira de Melo[nota 10]
- Avenida Manuel da Maia[nota 11]
- Avenida Praia da Vitória[nota 8]
- Avenida Rovisco Pais[nota 11]
- Beco da Bempostinha
- Beco da Bombarda
- Beco da Índia aos Anjos
- Beco de Maria Luísa
- Beco de São Lázaro[nota 12]
- Beco de São Luís da Pena[nota 12]
- Beco do Borralho
- Beco do Félix
- Beco do Índia
- Beco do Monte
- Beco do Petinguim
- Beco dos Birbantes
- Calçada de Arroios
- Calçada de Santana
- Calçada de Santo António[nota 4]
- Calçada do Conde de Pombeiro
- Calçada do Desterro[nota 12]
- Calçada do Garcia[nota 12]
- Calçada do Jogo da Pela[nota 12]
- Calçada do Lavra[nota 4]
- Calçada do Moinho de Vento[nota 4]
- Calçada Nova do Colégio
- Campo dos Mártires da Pátria
- Escadas do Monte[nota 13]
- Escadinhas da Barroca[nota 12]
- Escadinhas da Porta do Carro
- Escadinhas Damasceno Monteiro[nota 13]
- Escadinhas das Olarias[nota 12]
- Largo da Escola Municipal
- Largo das Palmeiras[nota 4]
- Largo de Andaluz[nota 4]
- Largo de Dona Estefânia
- Largo de Santa Bárbara
- Largo do Cabeço de Bola
- Largo do Conde de Pombeiro
- Largo do Convento da Encarnação
- Largo do Intendente Pina Manique
- Largo do Leão
- Largo do Mastro
- Largo do Mitelo
- Largo do Tabelião
- Paço da Rainha
- Pátio do Sequeiro
- Praça da Ilha do Faial
- Praça das Novas Nações
- Praça do Chile
- Praça do Duque de Saldanha[nota 8]
- Praça José Fontana
- Praça Olegário Mariano
- Regueirão dos Anjos
- Rua Actor António Cardoso
- Rua Actor Taborda
- Rua Alexandre Braga
- Rua Almirante Barroso
- Rua Álvaro Coutinho
- Rua Alves Torgo[nota 11]
- Rua Andrade
- Rua Andrade Corvo[nota 8]
- Rua Ângela Pinto
- Rua Angelina Vidal[nota 14]
- Rua Antero de Quental
- Rua Antónia Andrade
- Rua António Pedro
- Rua António Pereira Carrilho
- Rua Aquiles Monteverde
- Rua Bernardim Ribeiro[nota 4]
- Rua Câmara Pestana
- Rua Capitão Renato Baptista
- Rua Carlos José Barreiros
- Rua Carlos Mardel[nota 11]
- Rua Carvalho Araújo[nota 14]
- Rua Cavaleiro de Oliveira
- Rua Cidade da Horta
- Rua Cidade de Cardiff[nota 14]
- Rua Cidade de Liverpool[nota 14]
- Rua Cidade de Manchester[nota 14]
- Rua Conselheiro Arantes Pedroso
- Rua da Bempostinha
- Rua da Bombarda
- Rua da Cruz da Carreira
- Rua da Escola de Medicina Veterinária
- Rua da Escola do Exército
- Rua da Guiné
- Rua da Ilha de São Tomé
- Rua da Ilha do Pico
- Rua da Ilha do Príncipe
- Rua da Ilha Terceira
- Rua da Oliveira de São Lázaro
- Rua da Palma[nota 12]
- Rua da Penha de França[nota 15]
- Rua Damasceno Monteiro[nota 13]
- Rua das Barracas
- Rua das Olarias[nota 16]
- Rua das Portas de Santo Antão[nota 17]
- Rua de Andaluz
- Rua de Angola
- Rua de Angra do Heroísmo
- Rua de Arroios
- Rua de Cabo Verde
- Rua de Dona Estefânia
- Rua de José Ricardo
- Rua de Macau
- Rua de Martim Vaz
- Rua de Moçambique
- Rua de Pascoal de Melo
- Rua de Ponta Delgada
- Rua de Rafael de Andrade
- Rua de Santa Bárbara
- Rua de Santo António dos Capuchos[nota 4]
- Rua de São Lázaro[nota 12]
- Rua de São Sebastião da Pedreira[nota 10]
- Rua de Timor
- Rua do Arco da Graça[nota 12]
- Rua do Benformoso[nota 12]
- Rua do Conde de Redondo[nota 4]
- Rua do Convento da Encarnação
- Rua do Desterro
- Rua do Forno do Tijolo
- Rua do Funchal
- Rua do Instituto Bacteriológico
- Rua do Saco
- Rua do Sol a Santana
- Rua do Zaire
- Rua dos Açores
- Rua dos Anjos
- Rua dos Castelinhos
- Rua dos Condes[nota 18]
- Rua dos Heróis de Quionga[nota 14]
- Rua Dr. Almeida Amaral[nota 4]
- Rua Edith Cavell[nota 14]
- Rua Eduardo Brazão
- Rua Engenheiro Vieira da Silva
- Rua Febo Moniz
- Rua Fernão Lopes
- Rua Ferreira da Silva
- Rua Ferreira Lapa[nota 4]
- Rua Francisco Lázaro
- Rua Francisco Ribeiro (Ribeirinho)
- Rua Francisco Sanches
- Rua Frei Francisco Foreiro
- Rua General Farinha Beirão
- Rua General Garcia Rosado
- Rua Gomes Freire
- Rua Gonçalves Crespo
- Rua Heliodoro Salgado[nota 14]
- Rua Jacinta Marto
- Rua Joaquim Bonifácio
- Rua Joaquim Costa
- Rua José António Serrano[nota 12]
- Rua José Estêvão
- Rua José Falcão
- Rua Júlio de Andrade[nota 4]
- Rua Lucinda Simões
- Rua Luís Pinto Moitinho
- Rua Manuel Bento de Sousa
- Rua Manuel Soares Guedes
- Rua Maria
- Rua Maria Andrade
- Rua Maria da Fonte[nota 14]
- Rua Marques da Silva[nota 14]
- Rua Martens Ferrão[nota 8]
- Rua Mestre António Martins[nota 14]
- Rua Mestre Martins Correia
- Rua Mindelo
- Rua Morais Soares[nota 14]
- Rua Newton
- Rua Nova do Desterro[nota 12]
- Rua Padre Luís Aparício[nota 4]
- Rua Palmira
- Rua Passos Manuel
- Rua Poeta Milton[nota 14]
- Rua Quirino da Fonseca
- Rua Rebelo da Silva
- Rua Rosa Damasceno[nota 11]
- Rua Sousa Martins
- Rua Tomás Ribeiro[nota 8]
- Rua Triângulo Vermelho[nota 14]
- Rua Visconde de Santarém[nota 11]
- Travessa da Bica aos Anjos
- Travessa da Cruz aos Anjos
- Travessa da Cruz do Desterro
- Travessa da Cruz do Torel[nota 4]
- Travessa da Escola Araújo
- Travessa da Pena
- Travessa das Amoreiras a Arroios
- Travessa das Freiras a Arroios
- Travessa das Recolhidas
- Travessa das Salgadeiras
- Travessa de Dona Estefânia
- Travessa de Gaspar Trigo[nota 12]
- Travessa de João Vaz
- Travessa de Santana
- Travessa de Santana da Cruz
- Travessa de São Bernardino
- Travessa do Adro
- Travessa do Arco da Graça[nota 12]
- Travessa do Benformoso[nota 12]
- Travessa do Cidadão João Gonçalves
- Travessa do Colégio[nota 12]
- Travessa do Convento da Encarnação
- Travessa do Desterro[nota 12]
- Travessa do Forno aos Anjos
- Travessa do Forno do Maldonado
- Travessa do Forno do Torel
- Travessa do Forte
- Travessa do Hospital[nota 12]
- Travessa do Maldonado
- Travessa do Meio do Forte
- Travessa do Torel
- Travessa José Vaz de Carvalho
- Travessa Rebelo da Silva

Existem ainda 38 arruamentos reconhecidos pela Câmara, mas não geridos directamente por esta:
- Pátio da Bempostinha (Beco da Bempostinha, 4 / Rua da Bempostinha, 10)
- Pátio da Estefânia (Rua de Dona Estefânia, 74)
- Pátio da Mariana a Vapor (Escadas do Monte, 6)
- Pátio da Quinta da Palmeira (Rua Marques da Silva, 77)
- Pátio de Gaspar Trigo (Travessa de Gaspar Trigo, 17)
- Pátio de Sant'Ana (Rua Dr. Almeida Amaral, 4)
- Pátio das Indústrias ou do Desterro (Rua Nova do Desterro, 14)
- Pátio do Cerieiro (Rua Tomás Ribeiro, 19)
- Pátio do Costa (Largo do Mitelo, 16)
- Pátio do Duarte (Rua José Estêvão, 19)
- Pátio do Grilo (Calçada de Arroios, 15)
- Pátio do Hospício de São Bernardino (Travessa das Recolhidas, 4)
- Pátio do Lima (Beco da Bombarda, 2)
- Pátio do Melo (Travessa de São Bernardino, 22)
- Pátio do Moca (Travessa das Salgadeiras, 7)
- Pátio do Salema (Escadinhas da Barroca, 7)[nota 12]
- Pátio dos Caetanos (Calçada de Arroios, 51)
- Pátio dos Santos (Travessa das Salgadeiras, 5)
- Pátio Santos (Rua de Martim Vaz, 86)
- Vila Alegre (Rua Gonçalves Crespo, 1)
- Vila Carvalho (Rua Rafael de Andrade, 21)
- Vila Celarina (Rua da Escola do Exército, 32)
- Vila Ferreira (Travessa Rebelo da Silva, 7)
- Vila Glória (Rua Capitão Renato Baptista, 52)
- Vila Leonor (Travessa de São Bernardino, 19)
- Vila Luís José Nunes (Rua Cidade da Horta, 6)
- Vila Luz (Rua Pascoal de Melo, 111)
- Vila Marecos (Rua Ferreira Lapa, 2)
- Vila Maria Antónia (Rua da Cruz da Carreira, 26)
- Vila Mendonça (Rua Cidade da Horta, 46)
- Vila Paulo (Travessa Rebelo da Silva, 11A)
- Vila Pinto (Rua Tomás Ribeiro, 19)
- Vila Queirós (Rua Maria, 56)
- Vila Rodrigues (Rua da Bombarda, 52)
- Vila Roque (Rua dos Açores, 56)
- Vila Serra Fernandes (Travessa da Pena, 15A)
- Vila Tavares (Rua Andrade, 38)
- Vila Tavares Dias (Rua da Cruz da Carreira, 43)